# Woodsia andersonii
Woodsia andersonii là một loài thực vật có mạch trong họ Woodsiaceae. Loài này được (Bedd.) H. Christ miêu tả khoa học đầu tiên năm 1905.